# Choerodon graphicus
Choerodon graphicus là một loài cá biển thuộc chi Choerodon trong họ Cá bàng chài. Loài này được mô tả lần đầu tiên vào năm 1885.

## Từ nguyên
Tính từ định danh graphicus bắt nguồn từ graphikós (γραφικός) trong tiếng Hy Lạp cổ đại, mang nghĩa là "bằng chữ viết", hàm ý đề cập đến các vệt đen trên đầu và hai bên thân của loài cá này.

## Phạm vi phân bố và môi trường sống
C. graphicus được ghi nhận từ bán đảo Cape York, bang Queensland trải dài về phía nam đến Coffs Harbour, bang New South Wales, bao gồm đảo Lord Howe cùng rạn san hô Elizabeth và rạn san hô Middleton trên biển Tasman, xa hơn ở phía đông đến Nouvelle-Calédonie.
C. graphicus sống gần các rạn san hô viền bờ và trong đầm phá, thường phổ biến ở những khu vực có nền cát và đá vụn, độ sâu khoảng 3–46 m.

## Mô tả
Chiều dài lớn nhất được ghi nhận ở C. graphicus là 80 cm. Cơ thể đặc trưng bởi các vệt sọc màu nâu sẫm trên cơ thể và xung quanh mắt ở cá trưởng thành lẫn cá con (thường mờ hơn ở những cá thể đực trưởng thành). Từ mắt có một vệt sọc rất sẫm kéo dài xuống gốc vây ngực, rất rõ ở cá đực trưởng thành. Một đốm đen lớn nổi bật ở ngay trên đường bên.
Số gai ở vây lưng: 13; Số tia vây ở vây lưng: 7; Số gai ở vây hậu môn: 3; Số tia vây ở vây hậu môn: 10; Số tia vây ở vây ngực: 16; Số gai ở vây bụng: 1; Số tia vây ở vây bụng: 5.

## Sinh thái học
Thức ăn của C. graphicus là những loài động vật có vỏ cứng, bao gồm giáp xác, nhuyễn thể và cầu gai. Tại Nouvelle-Calédonie, C. graphicus được ghi nhận là có hành vi dùng đá làm đe để đập vỡ lớp vỏ cứng của con mồi. Ngoài C. graphicus ra thì trong chi này có hai loài Choerodon anchorago và Choerodon schoenleinii là có hành vi tương tự.

## Thương mại
Loài này đuộc khai thác trong ngành thương mại thủy sản và câu cá giải trí.

### Trích dẫn
- Gomon, Martin F. (2017). "A review of the tuskfishes, genus Choerodon (Labridae, Perciformes), with descriptions of three new species" (PDF). Memoirs of Museum Victoria. Quyển 76. tr. 1–111. doi:10.24199/j.mmv.2017.76.01.